# کراکوفسکیه پشدمیشچیه
کراکوفسکیه پشدمیـِشچیه (لهستانی: Krakowskie Przedmieście؛ ‏ تلفظ لهستانی: [kraˈkɔfskʲɛ pʂɛdˈmjɛɕt͡ɕɛ]) یا به اختصار کراکوفسکیه یکی از شناخته‌شده‌ترین و معتبرترین خیابان‌های ورشو پایتخت لهستان است که توسط کاخ‌های تاریخی، کلیساها و عمارت‌های اشرافی احاطه شده‌است. خیابان سلطنتی کراکوفسکیه شمالی‌ترین بخش «مسیر سلطنتی ورشو» را تشکیل می‌دهد و منطقه تاریخی ورشو و دژ پادشاهی را با برخی از برجسته‌ترین موسسات در ورشو، از جمله - در سمت جنوب - کاخ ریاست جمهوری، دانشگاه ورشو و دفتر مرکزی آکادمی علوم لهستان در کاخ استاشیتس مرتبط می‌سازد.
چندین شهر دیگر لهستان هم خیابانهایی دارند که «کراکوفسکیه پشدمیشچیه» نام‌گذاری شده‌است؛ از جمله خیابان اصلی شهر لوبلین و همچنین در شهرهای پیوترکوف تربونالسکی، بوخنیا، کراسنستاو، اولکوش، شراتس و ویلون.